# Waleri Walerjewitsch Mjagkow
Waleri Walerjewitsch Mjagkow (russisch Валерий Валерьевич Мягков, wiss. Transliteration Valerij Valer'evič Mjagkov; * 17. September 1980 in Ocha) ist ein ehemaliger russischer Handballspieler.

## Karriere

### Verein
Waleri Mjagkow lernte das Handballspielen bei SKIF Krasnodar. Ab 1998 spielte er mit der ersten Männermannschaft in der russischen Super League. 2003 wechselte der 1,97 m große Rückraumspieler zum Ligakonkurrenten Dinamo Astrachan, mit dem er viermal in Folge den zweiten Platz der Liga belegte. Zur Saison 2008/09 kehrte er für eine Spielzeit nach Krasnodar zurück. In der Saison 2009/10 wurde er mit dem MRK Budućnost Podgorica Meister in Montenegro. Anschließend spielte er erneut für SKIF. Nach einer Saison beim GK Taganrog beendete er 2015 seine Spielerlaufbahn in Krasnodar. Bis auf Taganrog nahm er mit allen Vereinen am Europapokal teil.

### Nationalmannschaft
Mit der russischen Studentenauswahl gewann der Absolvent der Wolgograder GUFK und der Kuban GUFK bei den Handball-Studentenweltmeisterschaften 1998 und 2000 die Bronzemedaille. Bei den 1998 vom IOC in Moskau einmalig organisierten World Youth Games gewann er mit dem russischen Team den Titel. Bei der U-21-Weltmeisterschaft 2001 gewann er mit der Juniorennationalmannschaft die Goldmedaille.
Mit der russischen A-Nationalmannschaft belegte Mjagkow bei der Weltmeisterschaft 2007 in Deutschland den sechsten Platz. Er warf acht Tore in acht Einsätzen. Bei der Europameisterschaft 2008 traf er viermal in zwei Spielen und kam mit Russland auf Rang 13.